# Michel Augusto
Michel Augusto (9 de noviembre de 2004) es un deportista brasileño que compite en judo. Ganó una medalla en los Juegos Panamericanos de 2023 y tres medallas en el Campeonato Panamericano de Judo entre los años 2023 y 2025.

## Carrera
Augusto empezó a entrenar judo a los 6 años, en 2009, en la Asociación de Judo de Bastos.
En los Juegos Suramericanos de 2022 celebrados en Asunción, Paraguay, Augusto ganó una medalla de bronce en la categoría 60 kg.
A los 18 años, Augusto ganó una medalla de bronce en el Campeonato Panamericano y de Oceanía de Judo de 2023 celebrado en Calgary.
En los Juegos Panamericanos de 2023, Augusto consiguió su mayor título, obteniendo la medalla de oro en la categoría de 60 kg.
En el Campeonato Panamericano y de Oceanía de Judo de 2024 celebrado en Río de Janeiro obtuvo su primer título en este campeonato, ganando la medalla de oro.
En el Campeonato Mundial de Judo de 2024 ganó dos combates (en uno de ellos, derrotando al último campeón de Europa, Balabay Aghaye (5º del mundo), alcanzando así los octavos de final, y garantizando su clasificación para los Juegos Olímpicos de 2024.

## Palmarés internacional
| Juegos Panamericanos    | Juegos Panamericanos    | Juegos Panamericanos | Juegos Panamericanos |
| Año                     | Lugar                   | Medalla              | Categoría            |
| ----------------------- | ----------------------- | -------------------- | -------------------- |
| 2023                    | Santiago (Chile)        | Medalla de oro       | –60 kg               |
| Campeonato Panamericano |                         |                      |                      |
| Año                     | Lugar                   | Medalla              | Categoría            |
| 2023                    | Calgary (Canadá)        | Medalla de bronce    | –60 kg               |
| 2024                    | Río de Janeiro (Brasil) | Medalla de oro       | –60 kg               |
| 2025                    | Santiago (Chile)        | Medalla de oro       | –60 kg               |